# Вајлхајм (Баден)
Вајлхајм (њем. Weilheim) општина је у њемачкој савезној држави Баден-Виртемберг. Једно је од 32 општинска средишта округа Валдсхут. Према процјени из 2010. у општини је живјело 3.123 становника. Посједује регионалну шифру (AGS) 8337118.

## Географски и демографски подаци
Вајлхајм се налази у савезној држави Баден-Виртемберг у округу Валдсхут. Општина се налази на надморској висини од 517 метара. Површина општине износи 35,6 km². У самом мјесту је, према процјени из 2010. године, живјело 3.123 становника. Просјечна густина становништва износи 88 становника/km².

## Међународна сарадња
| Мјесто | Држава    | Врста сарадње | Од    |
| ------ | --------- | ------------- | ----- |
|        | Француска | партнерство   | 1992. |
| Извор  |           |               |       |